# Prats-de-Sournia
Prats-de-Sournia là một xã ở tỉnh Pyrénées-Orientales trong vùng Occitanie, phía nam nước Pháp. Xã này nằm ở khu vực có độ cao trung bình 635 mét trên mực nước biển.